# The Jolly Boys
The Jolly Boys est un groupe de mento jamaïcain, formé en 1955. Il a connu un certain succès à la fin des années 1980 et au début des années 1990 chez les amateurs de reggae et de musique folklorique. Il s’est reformé pour produire un nouvel album, Great Expectation, sorti à l’automne 2010.

## Historique

### Formation
The Jolly Boys est issu de la composition des membres des Navy Island Swamp Boys, formé à la fin des années 1940, qui jouait pour les fêtes d'Errol Flynn. C'est ce dernier qui les surnomma "The Jolly Boys" en les voyant jouer la première fois. Ce groupe était formé par Moses Deans au banjo et à la guitare, Noel Lynch à la guitare et « Papa » Brown à la rumba box. Après la séparation du groupe en 1955, Deans et Brown formèrent The Jolly Boys, avec Derrick Henry dit « Johnny » aux maracas et à la batterie et  Martell Brow et David Martin dit « Sonny » à la guitare. Pendant cette période, le groupe acquis une certaine réputation à Port Antonio.

### Années 1960 et 1970
La réputation du groupe grandit peu à peu au cours des années 1960 et 1970. Ils s’illustrèrent notamment par leur présence à la finale d’un concours international de musique en 1962. Ils jouèrent à l’occasion aux États-Unis.
Au début des années 60, Albert Minott, également cracheur de feu et acrobate lors des spectacles du groupe se présente à eux en tant que chanteur. Il saisit l'occasion de remplacer pendant six mois un des membres malades.

### Années 1980 et 1990
À la suite de la mort de plusieurs des membres initiaux, le groupe connut une période de silence. Cependant, autour des années 1980, Deans reforma les Jolly Boys à Port Antonio avec Allan Swymmer comme percussionniste et Joseph Bennet dit « Powda » à la rumba box. Le groupe trouva rapidement du travail dans de nombreux hôtels locaux. À l’occasion d’un séjour au Trident Hotel en 1989, l’auteur de chansons Jules Shear décida de produire un album. De 1989 à 1997, quatre albums furent produits. Ces enregistrements donnèrent lieu à de nombreuses tournées internationales.

### Années 2000 et 2010
Après la mort de Deans en 1998, le groupe se sépara en deux différents « Jolly Boys », un mené par Swymmer et l’autre par Bennett.
Le groupe se réunifia en 2007. En novembre 2009, l’ethnomusicologue Daniel Neely rejoint le groupe afin de  produire un album. L’album, Great Expectation, est composé de reprises de différents classiques du rock en version mento. Parmi les morceaux repris, The Passenger d’Iggy Pop, Perfect Day de Lou Reed, Riders on the Storm des Doors, You Can't Always Get What You Want des Stones, I Fought The Law des Clash, Golden Brown de The Stranglers ou Rehab d’Amy Winehouse.
Au moment de cet album, le groupe se compose d'Albert Minott (chant et guitare), Egbert Watson (banjo), Joseph "Powda" Bennett (maracas), Derrick "Johnny" Henry (Marimbula) et d'Allan Swymmer (bongo).
Le groupe est à l'affiche de l'édition 2014 du festival Reggae Sun Ska.
Joseph "Powda" Bennett, membre depuis le début la formation et joueur de maracas et chœur du groupe, meurt en 2014 à l'âge de 76 ans.
Albert Minott, chanteur principal depuis 2009, est mort en 2017 à l'âge de 78 ans.

## Discographie

### Albums
- 2010 : Great Expectation

1. Passenger (Iggy Pop)
2. Perfect Day (Lou Reed)
3. Rehab (Amy Winehouse)
4. Nightclubbing (Iggy Pop)
5. Hanging on the Telephone (Blondie)
6. Do It Again (Steely Dan)
7. Riders on the Storm (The Doors)
8. Golden Brown (The Stranglers)
9. I Fought the Law (Sonny Curtis)
10. Ring of Fire (Johnny Cash)
11. Blue Monday (New Order)
12. You Can't Always Get What You Want (The Rolling Stones)